# Asymmetrarcha iograpta
Asymmetrarcha iograpta är en fjärilsart som beskrevs av Edward Meyrick 1907. Asymmetrarcha iograpta ingår i släktet Asymmetrarcha och familjen vecklare. Inga underarter finns listade i Catalogue of Life.